# Віктор Гарсія (футболіст, 1995)
Віктор Владімір Гарсія Кампос (ісп. Victor Vladimir García Campos, нар. 15 червня 1995, Усулутан, Сальвадор) — сальвадорський футболіст, що грає на позиції півзахисника. Гравець національної збірної Сальвадору.

## Клубна кар'єра
У дорослому футболі дебютував 2014 року виступами за команду клубу «Турин Феса», в якій провів один сезон. 
Своєю грою за цю команду привернув увагу представників тренерського штабу клубу «Торос», до складу якого приєднався 2015 року. 
До складу клубу «Агіла» приєднався 2016 року. Відтоді встиг відіграти за команду із Сан-Мігеля 49 матчів в національному чемпіонаті.

## Виступи за збірну
2017 року дебютував в офіційних матчах у складі національної збірної Сальвадору. Наразі провів у формі головної команди країни 1 матч.
У складі збірної був учасником розіграшу Золотого кубка КОНКАКАФ 2017 року у США.